# Litochila fumitarsis
Litochila fumitarsis là một loài tò vò trong họ Ichneumonidae.